# Bedřich Všemír Berchtold z Uherčic
Bedřich Karel Eugen Všemír hrabě Berchtold z Uherčic (německy Friedrich Graf Berchtold, Freiherr von Ungarschitz, 25. října 1781 Stráž nad Nežárkou  –  3. dubna 1876 Buchlovice) byl český lékař a botanik.

## Život
Jeho otcem byl Prosper hrabě Berchtold (1720–1807), matkou byla Anna Marie Weiser(oddáni roku 1779 v Žeravicích). Pradědem byl Ignaz Anton von Weiser a prababičkou Martha Teresia Brentano.[zdroj?]
Po promoci v roce 1804 nadále působil na lékařské fakultě v Praze. Vedle vykonávaní lékařské praxe se intenzivně věnoval přírodopisu a botanice. V letech 1820–1835 vydal společně s Janem S. Preslem základní dílo české botanické literatury, O přirozenosti rostlin aneb Rostlinář. V letech 1834 až 1842 procestoval většinu evropských států, severní Afriku, Malou Asii a ještě v roce 1846 Brazílii. Byl přesvědčeným vlastencem (na důkaz toho používal obrozenecké jméno Všemír) a národním buditelem.
Od roku 1836 byl řádným členem c. k. vlastenecko-hospodářské společnosti, která roku 1841 vydala jeho spis Die Geschichte von Kartoffeln.
Spolu se svým nevlastním bratrem Leopoldem von Berchtoldem se podíleli na založení Národního muzea. Jejich společné sbírky je možné dodnes vidět i na hradě Buchlově.

Zemřel v roce 1876 na buchlovickém zámku a v roce 1895 byl podle svého přání pochován na hřbitově v Buchlovicích mezi prostými lidmi. 

## Dílo
- Oekonomisch – technische Flora Böhmens (1838–1843)
- O přirozenosti rostlin aneb Rostlinář (1820–1835). Spolu s Janem Svatoplukem Presslem.